# Tepui Kukenán
Kukenán ou Cuquenán é um tepui localizado na região Guayana da Venezuela. 
Com 2.650 metro de altura,, o tepui Kukenán está inserido no Parque Nacional Canaima. Apesar de ser mais baixo que o Monte Roraima (outro famoso tepui da mesma região), o Kukenán é pouco escalado, devido à maior dificuldade de acesso. Uma de suas principais atrações é o Salto Kukenán, uma queda d'água com 674 metros de altura, localizada na parte sul do tepui.